# Faydherbe

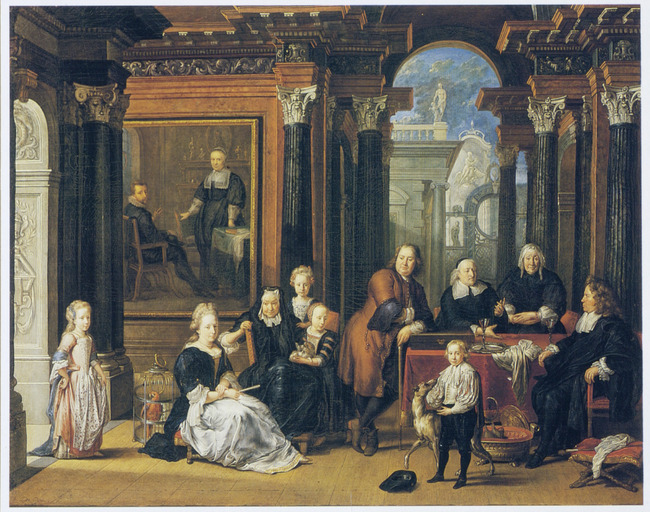

De familie Faydherbe was een belangrijke kunstenaarsfamilie in het Mechelen van de 17e eeuw. De belangrijkste vertegenwoordigers waren:
- Rombout Faydherbe, kunstschilder
- Hendrik Faydherbe, beeldhouwer
- Lucas Faydherbe, beeldhouwer en architect
- Maria Faydherbe, beeldhouwster
- Antoon Faydherbe, beeldhouwer

De campus van afdeling beeldende kunsten van de Katholieke Hogeschool Mechelen is naar hen genoemd.